# 有栖川宮幟仁親王
有栖川宫帜仁亲王（日语：／ Arisugawanomina Takahito Shin'nou，1812年2月17日—1886年1月24日），是日本幕末到明治时期的皇族，是有栖川宫韶仁亲王的第一王子。

## 生平
幼年时称号为八穗宫。1822年12月27日（文政5年11月15日），成为光格天皇的犹子。1823年10月26日（文政6年9月23日），成为亲王，并获得了帜仁的名字，翌月举行元服礼。
1847年9月13日（弘化4年8月4日）被任命为中务卿。
1864年（元治元年）5月，与炽仁亲王一起被任命为國事御用掛，但之后发生了禁门之变，被解除了国事御用挂的职务并被处以禁闭。
1867年2月19日（庆应3年1月15日），明治天皇践祚，帜仁亲王也被解除了惩罚。在这之后，帜仁亲王不再活跃于政治舞台。1868年1月14日（庆应3年12月20日），成为一品亲王，中务卿的官职则随着律令官的废止而归还给了朝廷。
1868年3月13日（庆应4年2月20日），帜仁亲王担任议定一职，但还没有什么公开的活动，议定一职就被废止。1868年2月10日（庆应4年1月17日），担任神祇事务课总督，努力普及国家神道和国学。1871年（明治4年）7月25日，把家督的职位让给炽仁亲王后开始隐居，在这期间他还担任了神道总裁和皇典讲究所（国学院大学的前身）总裁等职务。
1886年（明治19年）1月24日，患有胃癌的帜仁亲王病危，得知这个消息的明治天皇急忙授予他大勋位菊花大绶章，同日，帜仁亲王病逝，享年73岁。死后葬于丰岛冈墓地。

## 书法与歌道
和有栖川宫的历代当主一样，帜仁亲王也很擅长书法和歌道。他是有栖川流书道的集大成者，五条御誓文的正本便是由帜仁亲王书写的。

## 家系
- 妃：二条齐信之女二条广子（日语：二条広子）
- 侧室：佐伯佑子（？-1841）
  - 第一王子：欢宫·炽仁亲王（1835-1895）
  - 第二王女：染宫（1836-1843）
  - 第二王子：洁宫（1838-1843）
- 侧室：山西千世（？-1840）
  - 第一王女：线宫·帜子女王（日语：幟子女王）（1835-1856）（德川家庆养女、水户藩主德川庆笃正室）
  - 第三王子：长宫（1840-1843）
- 侧室：森则子（？-1902）
  - 第三王女：糦宫·宜子女王（日语：井伊宜子）（1851-1895）（彦根藩主井伊直宪（日语：井伊直憲）正室）
  - 第四王女：穗宫·利子女王（日语：貞愛親王妃利子女王）（1858-1927）（伏见宫贞爱亲王妃）
  - 第四王子：稠宫·威仁亲王（1862-1913）